# Franz von Hipper
Franz Ritter von Hipper, född 13 september 1863 i Weilheim, död 25 maj 1932 i Hamburg-Othmarschen, var en tysk amiral.

## Biografi
Franz Hipper sökte sig till den tyska flottan år 1881 som en 18-årig kadett, där han tjänstgjorde ombord de lätta kryssarna SMS Niobe och SMS Leipzig. Mellan 1884 och 1903 ledde han tyska torpedbåtar tills han tilldelades befälet för den bepansrade kryssaren SMS Friedrich Karl. I oktober 1913 utnämndes han till befälhavare för Högsjöflottans spaningsstyrkor.
Efter att det första världskriget brutit ut 1914 ledde Hipper sina slagkryssare på flera räder mot brittiska kuststäder, den mest omtalade räden skedde i december 1914 vid Scarborough. Han ledde de tyska slagkryssarna även vid slaget vid Doggers bankar (24 januari 1915) och vid Skagerrakslaget (31 maj - 1 juni 1916). Vid det senare tillfället tillfogade han Royal Navy allvarliga skador genom sänkningen av tre brittiska slagkryssare. Slaget gjorde honom mycket omtalad både i Tyskland och i Storbritannien. Av de fyra amiraler som deltog i Skagerrakslaget (de övriga var Jellicoe, Beatty och Scheer) var Hipper den som lyckades bäst med att utföra sin uppgift. Kort efter striden dubbades han till riddare av kung Ludwig III av Bayern.
I augusti 1918 befordrades Hipper till amiral och efterträdde samtidigt amiral Reinhard Scheer som befälhavare över Högsjöflottan. När Kielmyteriet utbröt den (4 november 1918) försökte han tala sjömännen tillrätta, utan framgång. Under sina sista dagar i aktiv tjänst organiserade han flottans överföring till Scapa Flow.
Han pensionerades den 30 november 1918 och tillbringade återstoden av sitt liv i Othmarschen nära Hamburg. Hans aska återbördades till hans hemstad.
Den tunga kryssaren Admiral Hipper från andra världskriget är döpt efter honom.